# Pritlikavi šimpanz
Pritlikavi šimpanz ali bonobo (znanstveno ime Pan paniscus) je  ena od dveh vrst iz rodu šimpanzov. To ogroženo vrsto predstavlja kakih deset tisoč opic, ki živijo v deževnem gozdu južno od reke Kongo, v Demokratični republiki Kongo.
Pritlikavi šimpanz ima izrazito majhno glavo, črn obraz in vitko telo. Večinoma je nekoliko manjši od svojega najbližjega sorodnika navadnega šimpanza in preživi več časa v drevesnih krošnjah. Živi v tesno povezanih skupnostih, ki jih po navadi vodijo samice.